# Bahnstrecke Bad Hersfeld–Treysa
| Strecke bei Beiershausen |                         |                                |                                |
| Streckennummer (DB): | 3810                    |                                |                                |
| Kursbuchstrecke (DB): | zuletzt 516 (1984)      |                                |                                |
| Kursbuchstrecke: | 169p (1934) 193q (1946) |                                |                                |
| Streckenlänge: | 62,2 km                 |                                |                                |
| Spurweite: | 1435 mm (Normalspur)    |                                |                                |
| Maximale Neigung: | 25 ‰                    |                                |                                |
| |                         |                                |                                |
| \| \| \| von Göttingen \| \| \| \| \| von Wildeck-Hönebach (geplant) \| \| \| \| 0,0 \| Bad Hersfeld \| Bad Hersfeld \| \| \| \| nach Langenschwarz (geplant) \| \| \| \| \| nach Frankfurt \| \| \| \| \| Performance Fibers \| \| \| \| \| Heil Baustoffe \| \| \| \| \| Tuchfabrik Rechberg \| \| \| \| 1,4 \| Bad Hersfeld Kurpark \| Bad Hersfeld Kurpark \| \| \| \| Wildes Wässerchen \| \| \| \| \| B 62 \| \| \| \| \| ehem. KONSUM \| \| \| \| \| Eichhof \| \| \| \| \| Eichmühle \| \| \| \| 5,4 \| L 3431 (HS mit LZA) \| L 3431 (HS mit LZA) \| \| \| \| Industrieanschluss \| \| \| \| 5,5 \| Asbach (Kr. Hersfeld) \| Asbach (Kr. Hersfeld) \| \| \| 7,2 \| Beiershausen \| Beiershausen \| \| \| 11,3 \| L 3471 (manuelle VS) \| L 3471 (manuelle VS) \| \| \| 11,4 \| Niederaula \| Niederaula \| \| \| \| nach Breitenbach (Herzberg) \| \| \| \| \| Hannover–Würzburg \| \| \| \| 15,4 \| Kleba \| Kleba \| \| \| \| A7 \| \| \| \| 17,3 \| Kirchheim (Kr Hersfeld) \| Kirchheim (Kr Hersfeld) \| \| \| 21,7 \| Frielingen (Kr Hersfeld) \| Frielingen (Kr Hersfeld) \| \| \| 25,6 \| Oberaula \| Oberaula \| \| \| 26,9 \| L 3294 \| L 3294 \| \| \| 27,0 \| Hausen \| Hausen \| \| \| \| L 3157 \| \| \| \| 31,3 \| Olberode \| Olberode \| \| \| \| L 3161 \| \| \| \| 34,7 \| Weißenborn (Kr Ziegenhain) \| Weißenborn (Kr Ziegenhain) \| \| \| \| Grenff \| \| \| \| 38,0 \| Ottrau \| Ottrau \| \| \| 40,9 \| Kleinropperhausen \| Kleinropperhausen \| \| \| 42,7 \| Nausis (Kr Ziegenhain) \| Nausis (Kr Ziegenhain) \| \| \| 46,0 \| Neukirchen (Kr Ziegenhain) \| Neukirchen (Kr Ziegenhain) \| \| \| 49,1 \| Riebelsdorf \| Riebelsdorf \| \| \| 51,9 \| Zella (Kr Ziegenhain) \| Zella (Kr Ziegenhain) \| \| \| 52,3 \| Lagerhalle (Stumpfgleis) \| Lagerhalle (Stumpfgleis) \| \| \| \| Schwalm \| \| \| \| 53,9 \| Loshausen \| Loshausen \| \| \| 56,3 \| Ziegenhain (Bz Kassel) Süd \| Ziegenhain (Bz Kassel) Süd \| \| \| \| von Kassel \| \| \| \| 62,2 \| Treysa \| Treysa \| \| \| \| nach Frankfurt \| \| |                         |                                |                                |
| Strecke |                         | von Göttingen                  | von Göttingen                  |
| Abzweig geradeaus und ehemals von links |                         | von Wildeck-Hönebach (geplant) | von Wildeck-Hönebach (geplant) |
| Bahnhof | 0,0                     | Bad Hersfeld                   | Bad Hersfeld                   |
| Abzweig geradeaus und ehemals nach links |                         | nach Langenschwarz (geplant)   | nach Langenschwarz (geplant)   |
| Abzweig geradeaus und nach links |                         | nach Frankfurt                 | nach Frankfurt                 |
| Abzweig geradeaus und ehemals nach links |                         | Performance Fibers             | Performance Fibers             |
| Abzweig geradeaus und ehemals nach rechts |                         | Heil Baustoffe                 | Heil Baustoffe                 |
| Abzweig geradeaus und ehemals nach rechts |                         | Tuchfabrik Rechberg            | Tuchfabrik Rechberg            |
| ehemaliger Haltepunkt / Haltestelle | 1,4                     | Bad Hersfeld Kurpark           | Bad Hersfeld Kurpark           |
| Brücke über Wasserlauf |                         | Wildes Wässerchen              | Wildes Wässerchen              |
| Strecke mit Straßenbrücke |                         | B 62                           | B 62                           |
| Abzweig geradeaus und ehemals nach rechts |                         | ehem. KONSUM                   | ehem. KONSUM                   |
| ehemaliger Haltepunkt / Haltestelle |                         | Eichhof                        | Eichhof                        |
| Abzweig geradeaus und ehemals nach links |                         | Eichmühle                      | Eichmühle                      |
| Bahnübergang | 5,4                     | L 3431 (HS mit LZA)            | L 3431 (HS mit LZA)            |
| Abzweig geradeaus und ehemals nach links |                         | Industrieanschluss             | Industrieanschluss             |
| ehemaliger Bahnhof | 5,5                     | Asbach (Kr. Hersfeld)          | Asbach (Kr. Hersfeld)          |
| ehemaliger Haltepunkt / Haltestelle | 7,2                     | Beiershausen                   | Beiershausen                   |
| Bahnübergang | 11,3                    | L 3471 (manuelle VS)           | L 3471 (manuelle VS)           |
| Dienststation / Betriebs- oder Güterbahnhof | 11,4                    | Niederaula                     | Niederaula                     |
| Abzweig ehemals geradeaus und nach links |                         | nach Breitenbach (Herzberg)    | nach Breitenbach (Herzberg)    |
| Kreuzung geradeaus unten (Strecke geradeaus außer Betrieb) |                         | Hannover–Würzburg              | Hannover–Würzburg              |
| Bahnhof (Strecke außer Betrieb) | 15,4                    | Kleba                          | Kleba                          |
| Strecke mit Straßenbrücke (Strecke außer Betrieb) |                         | A7                             | A7                             |
| Bahnhof (Strecke außer Betrieb) | 17,3                    | Kirchheim (Kr Hersfeld)        | Kirchheim (Kr Hersfeld)        |
| Bahnhof (Strecke außer Betrieb) | 21,7                    | Frielingen (Kr Hersfeld)       | Frielingen (Kr Hersfeld)       |
| Bahnhof (Strecke außer Betrieb) | 25,6                    | Oberaula                       | Oberaula                       |
| Bahnübergang (Strecke außer Betrieb) | 26,9                    | L 3294                         | L 3294                         |
| Haltepunkt / Haltestelle (Strecke außer Betrieb) | 27,0                    | Hausen                         | Hausen                         |
| Bahnübergang (Strecke außer Betrieb) |                         | L 3157                         | L 3157                         |
| Haltepunkt / Haltestelle (Strecke außer Betrieb) | 31,3                    | Olberode                       | Olberode                       |
| Bahnübergang (Strecke außer Betrieb) |                         | L 3161                         | L 3161                         |
| Haltepunkt / Haltestelle (Strecke außer Betrieb) | 34,7                    | Weißenborn (Kr Ziegenhain)     | Weißenborn (Kr Ziegenhain)     |
| Brücke über Wasserlauf (Strecke außer Betrieb) |                         | Grenff                         | Grenff                         |
| Bahnhof (Strecke außer Betrieb) | 38,0                    | Ottrau                         | Ottrau                         |
| Haltepunkt / Haltestelle (Strecke außer Betrieb) | 40,9                    | Kleinropperhausen              | Kleinropperhausen              |
| Haltepunkt / Haltestelle (Strecke außer Betrieb) | 42,7                    | Nausis (Kr Ziegenhain)         | Nausis (Kr Ziegenhain)         |
| Bahnhof (Strecke außer Betrieb) | 46,0                    | Neukirchen (Kr Ziegenhain)     | Neukirchen (Kr Ziegenhain)     |
| Haltepunkt / Haltestelle (Strecke außer Betrieb) | 49,1                    | Riebelsdorf                    | Riebelsdorf                    |
| Bahnhof (Strecke außer Betrieb) | 51,9                    | Zella (Kr Ziegenhain)          | Zella (Kr Ziegenhain)          |
| Abzweig geradeaus und von links (Strecke außer Betrieb) | 52,3                    | Lagerhalle (Stumpfgleis)       | Lagerhalle (Stumpfgleis)       |
| Brücke über Wasserlauf (Strecke außer Betrieb) |                         | Schwalm                        | Schwalm                        |
| Haltepunkt / Haltestelle (Strecke außer Betrieb) | 53,9                    | Loshausen                      | Loshausen                      |
| Bahnhof (Strecke außer Betrieb) | 56,3                    | Ziegenhain (Bz Kassel) Süd     | Ziegenhain (Bz Kassel) Süd     |
| Abzweig ehemals geradeaus und von rechts |                         | von Kassel                     | von Kassel                     |
| Bahnhof | 62,2                    | Treysa                         | Treysa                         |
| Strecke |                         | nach Frankfurt                 | nach Frankfurt                 |

Die Bahnstrecke Bad Hersfeld–Treysa, auch Knüllwaldbahn genannt, ist eine teilweise stillgelegte Bahnstrecke in Nordhessen. Sie verlief von Bad Hersfeld über Niederaula nach Treysa. Der östliche Abschnitt der nicht elektrifizierten Nebenbahn zwischen Bad Hersfeld und Niederaula wird noch für den Güterverkehr genutzt, der westliche Teil zwischen Niederaula und Treysa wurde zwischen 1977 und 1999 stillgelegt und dient inzwischen als asphaltierter Bahnradweg Rotkäppchenland.

## Streckenverlauf

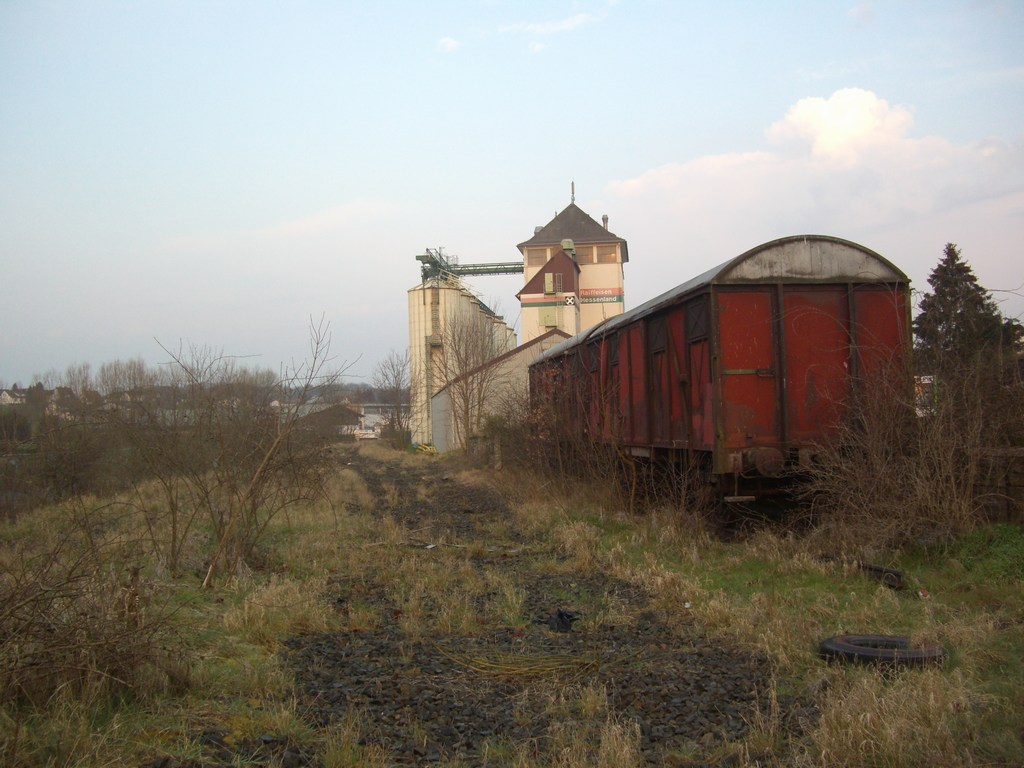
Waggons am ehemaligen Güterbahnhof Ziegenhain (Bz Kassel) Süd

Kurz hinter dem Bahnhof Bad Hersfeld zweigt das Gleis von der Bahnstrecke Bebra–Fulda ab. Die Strecke verläuft im Fuldatal zwischen der Bundesstraße 62 und der Fulda bis Niederaula, wo die Gründchenbahn nach Alsfeld abzweigt. Eine Besonderheit ist der manuelle Bahnübergang in Niederaula. Hier muss der Zug vor Befahren des Übergangs anhalten; die Schranken müssen vom Lokpersonal heruntergekurbelt werden. Erst dann kann der Zug den Bahnübergang passieren.
Im weiteren Verlauf durch das Knüllgebirge folgte die Bahn dem Flüsschen Aula bis Oberaula. Von dort wurde die Trasse in zwei 180°-Kurven ohne Tunnel oder Brücken in das Tal der Grenff und der Schwalm bis Treysa geführt, wo Anschluss an die Main-Weser-Bahn und die Kanonenbahn bestand.

## Geschichte
Eröffnet wurde die 62,2 Kilometer lange Strecke in zwei Abschnitten: von Bad Hersfeld bis Oberaula am 1. Mai 1906 und das Reststück bis Treysa am 31. Juli 1907. Die Bahn hatte nur regionale Bedeutung und diente dem Personenverkehr und der Abfuhr von Basalt und Holz. Basalt wurde von 1810 bis 1998 am Berg Nöll bei Oberaula abgebaut. Auf der Strecke gab es früher mehrere Bahnhöfe und Haltepunkte. Verschiedene Unternehmen hatten einen Gleisanschluss. Bis vor einigen Jahren existierte noch ein privater Gleisanschluss in Niederaula.
Die Stilllegung begann in den 1970er Jahren, als die Bundesbahn den Personenverkehr zurückfuhr. Durch ein Unwetter am 22. August 1977 brach der Damm des Ibrastausees im Seepark Kirchheim (zwischen den Ortsteilen Reimboldshausen und Kemmerode gelegen) und unterspülte die Trasse bei Kirchheim. Dies war der Anlass für die vollständige Stilllegung der Teilstrecke zwischen Niederaula und Kirchheim; zwischen Kirchheim und Oberaula wurde dabei auch der Personenverkehr eingestellt. Güterverkehr gab es dort noch bis zum 28. September 1984. Dort liegen heute keine Gleise mehr, der Abbau erfolgte bereits 1985.
Zwischen Oberaula und Treysa wurde der Personenverkehr am 1. Juni 1984 und der Güterverkehr am 31. August 1995 eingestellt. Auf der Bahn fand noch regelmäßig Museumsverkehr statt, sodass im Rahmen des Straßenneubaus der B 254 am ehemaligen Bahnhof Zella nahe Loshausen ein Bahnübergang neu errichtet wurde. Am 15. April 1999 wurde sie stillgelegt. Der einzige Abschnitt, der noch heute genutzt wird, ist der von Bad Hersfeld bis Niederaula, wo es noch Güterverkehr gibt. Von Niederaula geht der Güterverkehr weiter über die Gründchenbahn.
Auf der Trasse zwischen Oberaula-Wahlshausen und Schwalmstadt-Treysa verläuft seit 2013 ein Abschnitt des Bahnradwegs Rotkäppchenland (R 11). Im Jahr 2008 wurde der Bereich zwischen Neukirchen-Riebelsdorf und Ottrau-Kleinropperhausen fertiggestellt. Im darauf folgenden Jahr wurde der Radweg auf der ehemaligen Bahntrasse zwischen Kleinropperhausen und Wahlshausen freigegeben. Der Bau des Abschnitts von Riebelsdorf nach Treysa wurde etwa Mai 2013 abgeschlossen. Zwischen Kirchheim und Oberaula verläuft die Radroute neben der ehemaligen Bahntrasse.

## Zukunft

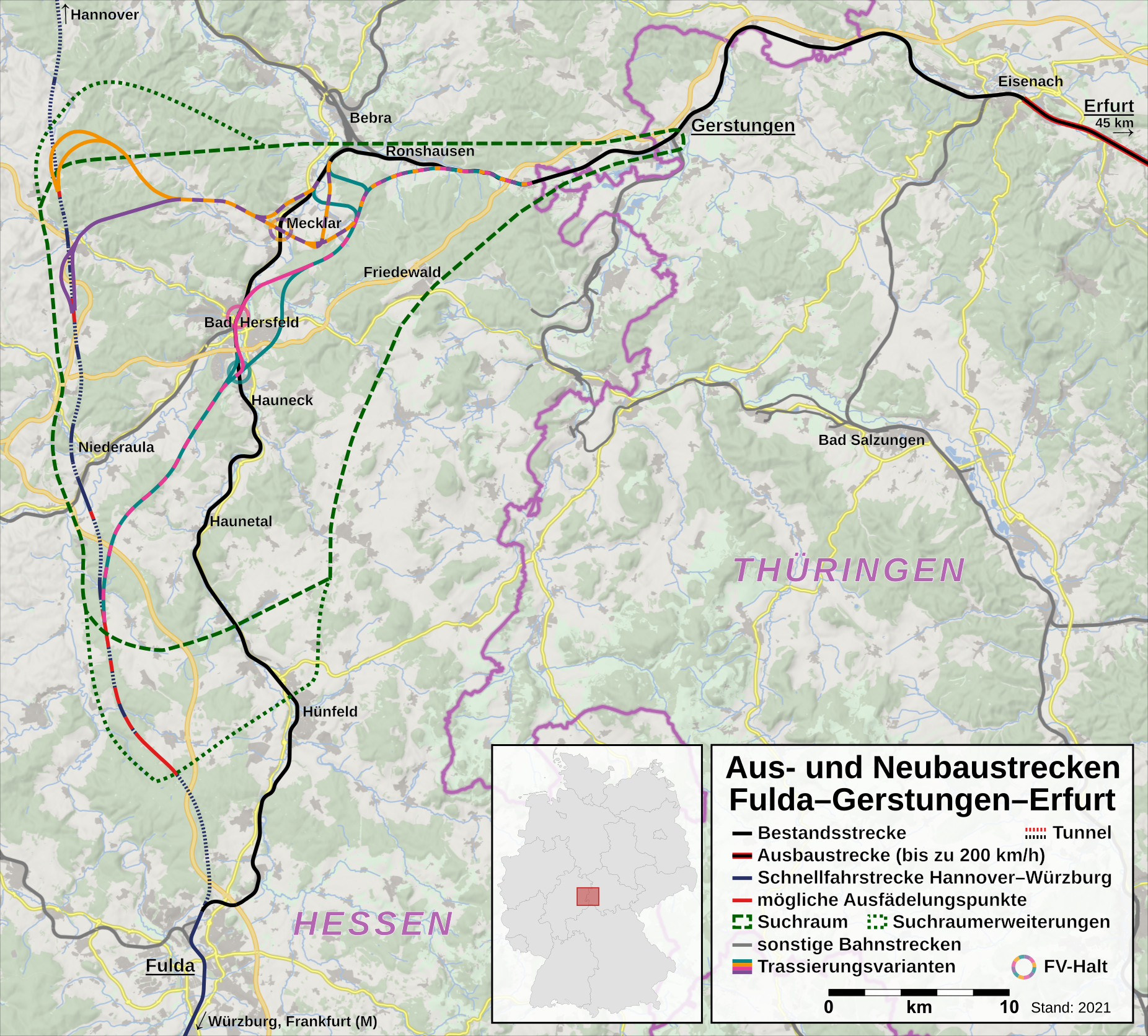
Suchraum des Aus- und Neubauprojekts Fulda–Gerstungen und bestehende Ausbaustrecke Eisenach–Erfurt.

Im Bundesverkehrswegeplan 2003 wird der Abschnitt Niederaula–Bad Hersfeld im Zusammenhang mit dem Ausbau der Strecke Erfurt–Fulda genannt. Über die sogenannte Niederaulaer Kurve sollte die Bahnstrecke Fulda–Bebra mit der Schnellfahrstrecke Hannover–Würzburg verbunden werden. Die Strecke sollte hierfür zweigleisig ausgebaut und elektrifiziert werden.
Im Entwurf des Bundesverkehrswegeplans 2030 wird ein Ausbau des Abschnitts Niederaula–Bad Hersfeld nicht mehr erwähnt. Die geplante Verbindung der Schnellfahrstrecke Hannover–Würzburg mit der Bahnstrecke Bebra–Fulda ist stattdessen als vordringlicher Bedarf zwischen dem Betriebsbahnhof Kirchheim und Blankenheim (südlich von Bebra) vorgesehen und soll mit 200 km/h befahrbar sein. Die Deutsche Bahn startete im Februar 2018 die Bürgerinformation zur Trassensuche, wobei sich der Suchraum nun vom thüringischen Gerstungen bis nördlich von Fulda erstreckt und sowohl eine Anbindung an die Neubau- als auch an die Bestandsstrecke geprüft wird. Im Rahmen der Trassenfindung wurde eine Ausfädelung aus der Schnellfahrstrecke Hannover–Würzburg bei Niederaula wegen hoher Raumwiderstände und schwieriger Trassierung verworfen, womit ein Ausbau der Bahnstrecke Bad Hersfeld–Treysa im Rahmen dieses Projekts höchst unwahrscheinlich ist.